# Paituran (caserío)
Paituran es un caserío peruano ubicado en el distrito de Huarmaca, perteneciente a la provincia de Huancabamba del departamento de Piura, al norte del Perú. 

## Ubicación
Paituran se ubica al suroeste de la provincia de Huancabamba, en el distrito de Huarmaca, en el departamento de Piura.

## Demografía
En 2017 Paituran tenía una población de 100 habitantes.
| Gráfica de evolución demográfica de Paituran entre 1993 y 2017 |
|                                                                |
| Fuentes: Población 1993 y 2017                                 |